# Eocuma dimorphum
Eocuma dimorphum är en kräftdjursart som beskrevs av Fage 1928. Eocuma dimorphum ingår i släktet Eocuma och familjen Bodotriidae. Inga underarter finns listade i Catalogue of Life.